# The American Way (album)
The American Way è il secondo full-length dei Sacred Reich, gruppo thrash metal proveniente dall'Arizona. È uscito nel 1990, subito dopo l'EP Alive At The Dynamo, uscito nel 1989.
La band tiene lo stesso co-produttore, Bill Metoyer, come nel loro album di debutto, Ignorance, pubblicato tre anni prima.
Il video di The American Way fu usato nel film Encino Man, uscito nel 1992.

## Overview
Sebbene la band ha mantenuto la scia di un disco all'anno dal loro debutto, Ignorance, questo era il loro primo full-length per tre anni, e anche nei loro show musicali predominava sempre il loro primo materiale.
Phil Rind, spiega il cambio musicale della band così:
" Musicalmente, abbiamo provato a espandere i nostri orizzonti senza dimenticare le nostre radici. Molta gente apprezzerà il cambio stilistico. Gli altri, diciamo solo che, saranno soddisfatti con 'Ignorance II' "

## Tracce
- Tutte le canzoni sono state scritte da Phil Rind, se non diversamente indicato

1. "Love... Hate" (Rind, Wiley Arnett) – 4:02
2. "The American Way" (Rind, Arnett) – 3:34
3. "The Way It Is" – 4:51
4. "Crimes Against Humanity" – 6:04
5. "State of Emergency" – 6:03
6. "Who's To Blame" – 3:33
7. "I Don't Know" – 3:08
8. "31 Flavors" (Rind, Arnett) – 3:10

## Componenti
- Phil Rind – Voce, Basso
- Wiley Arnett – Chitarra
- Jason Rainey – Chitarra
- Greg Hall – Batteria
- The Unity Horns in "31 Flavors"
  - Tony Brewster – Tromba
  - Will Donato – Saxofono
  - Tim Moynahan – Trombone
- Registrato e mixato nel 1989-1990 in California, U.S. agli Cornerstone Recorders con registrazione addizionale agli studi Track Records
- Prodotto da Bill Metoyer e Sacred Reich
- Macchinato da Bill Metoyer
- Assistenza architettura Scott Campbell
- Copertina di Paul Stottler